# الباعث الحثيث شرح اختصار علوم الحديث
الباعث الحثيث شرح اختصار علوم الحديث هو كتاب من كتب علم الحديث، يشرح فيه أحمد محمد شاكر اختصار علوم الحديث للحافظ ابن كثير (700-774)، الذي اختصره من كتاب الحافظ عثمان بن الصلاح عبد الرحمن الشهرزوري ابن الصلاح المشهور «علوم الحديث» والشهير بـ مقدمة ابن الصلاح.

## مضمون الكتاب

طبعة للباعث الحثيث بتعليق محمد ناصر الدين الألباني

قام ابن كثير بتقسيم الكتاب إلى قسمين بعد المقدمة.

### المقدمة
جاء في المقدمة تبيان لأهمية علم الحديث النبوي، وكيف اعتنى به الأئمة. وجاء فيها:
| الباعث الحثيث شرح اختصار علوم الحديث | ولما كان الكتاب الذي اعتنى بتهذيبه الشيخ الإمام العلامة أبو عمرو بن الصلاح – تغمده الله برحمته – من مشاهير المصنفات في ذلك بين الطلبة لهذا الشأن، وربما عُني بحفظه بعض المهرة من الشبان: سلكت وراءه، واحتذيت حذاءه، اختصرت ما بسطه، ونظمت ما فرطه. وقد ذكر من أنواع الحديث خمسةً وستين، وتبع في ذلك الحاكم أبا عبد الله الحافظ النيسابوري، شيخ المحدثين. وأنا بعون الله أذكر جميع ذلك، مع ما أضيف إليه من الفوائد الملتقطة من كتاب الحافظ الكبير أبي بكر البيهقي، المسمى بـ "المدخل إلى كتاب السنن"، وقد اختصرته أيضًا بنحوٍ من هذا النمط، من غير وكسٍ ولا شطط. والله المستعان وعليه التكلان. | الباعث الحثيث شرح اختصار علوم الحديث |

### أنواع الحديث
ثم ذكر فصلًا في أنواع الحديث، وذكر تحته 65 عنوانًا، كانت كالتالي:
1. الحديث الصحيح.
2. الحديث الحسن.
3. الحديث الضعيف.
4. الحديث المسند.
5. الحديث المتصل.
6. الحديث المرفوع.
7. الحديث الموقوف.
8. الحديث المقطوع.
9. الحديث المرسل.
10. الحديث المنقطع.
11. الحديث المعضل.
12. الحديث المدلس.
13. الحديث الشاذ.
14. الحديث المنكر.
15. الاعتبارات والمتابعات والشواهد.
16. الإفراد.
17. زيادة الثقة.
18. الحديث المعلل.
19. الحديث المضطرب.
20. الحديث المدرج.
21. الحديث الموضوع.
22. معرفة الموضوع المختلق المصنوع.
23. الحديث المقلوب.
24. معرف من تقبل روايته ومن لا تقبل، وبيان الجرح والتعديل.
25. كيفية سماع الحديث وتحمله.
26. في صفة رواية الحديث.
27. في آداب المحدث.
28. في آداب طالب الحديث.
29. معرفة الإسناد العالي والنازل.
30. معرفة المشهور.
31. معرفة الغريب والعزيز.
32. معرفة غريب ألفاظ الحديث.
33. معرفة المسلسل.
34. معرفة ناسخ الحديث ومنسوخه.
35. معرفة ضبط ألفاظ الحديث متنًا وإسنادًا والاحتراز من التصحيف فيها.
36. معرفة مختلف الحديث.
37. معرفة المزيد في الأسانيد.
38. معرفة الخفي من المراسيل.
39. معرفة الصحابة.
40. معرفة التابعين.
41. معرفة الأكابر عن الأصاغر.
42. معرفة المدبج.
43. معرفة الأخوة والأخوات من الرواة.
44. معرفة رواية الآباء عن الأبناء.
45. معرفة رواية الأبناء عن الآباء.
46. معرفة رواية السابق واللاحق.
47. معرفة من لم يرو عنه إلا راو واحد من صحابي وتابعي وغيرهم.
48. معرفة من له أسماء متعددة.
49. معرفة الأسماء المفردة والكنى التي لا يكون منها في كل حرف سواه.
50. معرفة الأسماء والكنى.
51. معرفة من اشتهر بالاسم دون الكنية.
52. معرفة الألقاب.
53. معرفة المؤتلف من المختلف، وما أشبه ذلك من الأسماء والأنساب.
54. معرفة المتفق والمفترق من الأسماء والأنساب.
55. نوع يتركب من النوعين قبله.
56. في صنف آخر مما يتقدم.
57. معرفة المنسوبين إلى غير آبائهم.
58. في النسب التي على خلاف ظاهرها.
59. في معرفة المبهمات من أسماء الرجال والنساء.
60. معرفة وفيات الرواة وموالديهم ومقدار أعمارهم.
61. معرفة الثقات والضعفاء من الرواة وغيرهم.
62. معرفة من اختلط في آخر عمره.
63. معرفة الطبقات.
64. معرفة الموالي من الرواة والعلماء.
65. معرفة أوطان الرواة وبلدانهم.

### مسائل في علم الحديث
1. أصح الأسانيد.
2. أول من جمع صحاح الحديث.
3. عدد ما في الصحيحين من الحديث.
4. الزيادات على الصحيحين.
5. الكلام عن كتب الحديث.
6. معلقات الصحيحين.
7. صحة الإسناد لا يلزم منها صحة الحديث.
8. رواية الأحاديث الضعيفة.
9. مجهول العدالة ظاهرًا وباطنًا، لا تقبل روايته عن الجمهور.
10. رواية المبتدع.
11. رواية التائب من الكذب.
12. مسألة بين الكذب والخطأ في الرواية.
13. هل تقبل رواية من يأخذ أجرة على التحديث؟
14. مسألة في عبارات الجرح والتعديل.